# (5206) Kodomonomori
(5206) Kodomonomori (1988 ED) – planetoida z pasa głównego asteroid okrążająca Słońce w ciągu 4,2 lat w średniej odległości 2,6 j.a. Odkryta 7 marca 1988 roku.